# Deborah Gregory
Deborah Gregory é a autora da serie de livros The Cheetah Girls. Ela é também  produtora do Disney Channel e do filme The Cheetah Girls e The Cheetah Girls 2.

## Sua Vida
Deborah Gregory nasceu em Brooklyn, New York. Quando ela tinha 3 anos de idade, sua mãe  a deixou, e a jovem Deborah se criou sozinha. Quando jovem, ela começou a desenhar suas próprias roupas, e fantasias para sua carreira de cantora. Quanto ela fez 18 anos, ela criou sua grife de moda. Depois da Graduação, ela achou sucesso como modelo na Europa, então foi assim que ela fez as The Cheetah Girls.

## Desenho de Roupas
Deborah Gregory fez roupas para o SoHo, onde ela abriu uma boutique de sucesso. Depois de alguns anos, ela negociou uma patente de modelos de roupas e por isso, teve que fechar sua loja. Ela agora, é desenhista de acessórios, e tem sua própria companhia, Cheetahrama.

## Escritora
Deborah começou escrevendo em revistas como Essence, Vibe, More, US. Em 1999, ela escreveu o primeiro livro da serie The Cheetah Girls que foi adaptado para a televisão pelo Disney Channel em 2003.